# Oxya yezoensis
Oxya yezoensis es una especie de saltamontes de los arrozales originaria de Japón. Conocido en japonés como kobane-inago, es una especie popular de insecto comestible, y comúnmente se cocina con salsa de soya, azúcar y vino dulce.